# 比列齊克 (波隆涅區)
49°53′55″N 27°22′52″E / 49.89861°N 27.38111°E
比列齊克（烏克蘭語：Білецьке）是位於烏克蘭西部赫梅利尼茨基州裏舍佩蒂夫卡區的村莊，始建於1583年，面積1.1平方公里，2001年人口481，人口密度每平方公里437.3人。